# Halina Śmiela-Jacobson
Halina Śmiela-Jacobson (ur. 14 lutego 1949 w Katowicach) – polska aktorka.
Została absolwentką II Liceum Ogólnokształcącego im. Marii Konopnickiej w Katowicach. W 1973 ukończyła Państwową Wyższą Szkołę Teatralną w Warszawie. Została aktorką Teatru Polskiego we Wrocławiu. Została pedagogiem w PWST we Wrocławiu.

## Filmografia
- 1970: Zwierciadło (etiuda szkolna) - dziewczyna
- 1974: Wina (spektakl telewizyjny) - Lidia
- 1974: Medea (spektakl telewizyjny) - chór
- 1975: Zakochany lew (spektakl telewizyjny) - Nell
- 1975: Gra na jednego (spektakl telewizyjny) - Danka
- 1976: Stara kobieta wysiaduje (spektakl telewizyjny) - dziewczyna Parki
- 1976: A jeśli będzie jesień... - kelnerka
- 1979: Literatura (spektakl telewizyjny) - Małgorzata
- 1980: Rozmowy zmarłych (spektakl telewizyjny) - Fryne
- 1980: Cienie (spektakl telewizyjny) - Zofia Aleksandrowa Bebyniewa
- 1983: Tajemnica starego ogrodu (spektakl telewizyjny) - Tycowa, matka Andrzeja
- 1991: Ósmy krąg (spektakl telewizyjny) - kobieta
- 1995: Kasia z Heilbronnu (spektakl telewizyjny) - turystka
- 1996: Improwizacje Wrocławskie (spektakl telewizyjny) - wrocławianka
- 1999: Życie jak poker - urzędniczka spółdzielni mieszkaniowej
- 2001: Złotopolscy - aptekarka (odc. 353)
- 2005: Świat według Kiepskich - przedstawicielka komisji (odc. 197)
- 2005-2006: Tango z aniołem - Barbara
- 2006: Pierwsza miłość (serial telewizyjny) - starsza kobieta
- 2006: Kawałek nieba (etiuda szkolna) - głos sędziego
- 2006: Bezmiar sprawiedliwości - ławniczka
- 2008: Miodowe życie (etiuda szkolna) - matka
- 2010: Made in Poland (film) - głos z radia
- 2012: Galeria (serial telewizyjny) - sprzątaczka (odc. 43)
- 2013: Fremde farben - gość na przyjęciu
- 2014: Brzuszek - sąsiadka
- 2015: Welcome Homo - Grażyna, matka Ani i Sebastiana
- 2018: Świrnięty Mikołaj - matka zbiega
- 2018: Pierwsza miłość (serial telewizyjny) - starsza pani
- 2018: Piotrek the 13th III. Dziecku rozmaryn - sąsiadka
- 2019-2020: Zameldowani - Grażyna, matka Pawła

## Nagrody i odznaczenia
- Pierwsze miejsce w Przeglądzie Piosenki Aktorsko-Literackiej 1979
- Złoty Krzyż Zasługi (2002, za zasługi w działalności na rzecz rozwoju kultury)[1]
- Brązowy Medal „Zasłużony Kulturze Gloria Artis” (2011)